# Джалаль, Махмуд

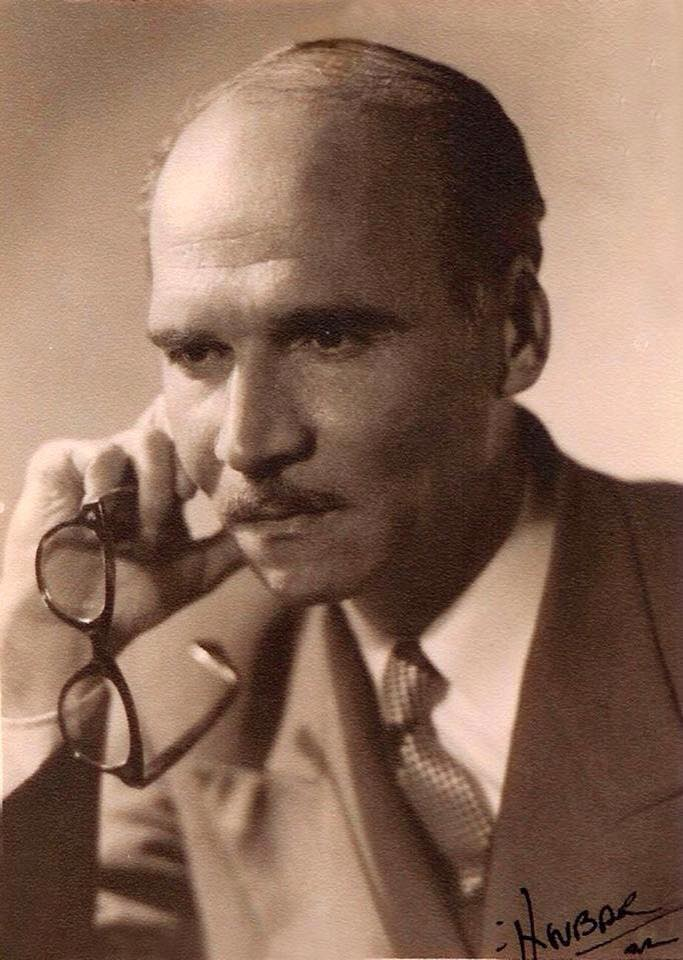

Махмуд Джалаль (араб. محمود جلال‎; 1911, Триполи — 1975, Дамаск) — сирийский художник и скульптор. Считается одним из создателей современного сирийского искусства. Работал в стилях классического реализма, неоклассицизма, реализма.
Художественное образование получил в Италии, изучая скульптуру и живопись в 1935—1939 годах в Академии художеств в Риме. Впоследствии занимал должность доцента скульптуры и затем профессора факультета изящных искусств Дамасского университета.
Наиболее известные его произведения: картины «Мастерицы соломенных подносов» (1957, Национальный музей, Дамаск), «Молодая крестьянка» (1970), «Пастух» (1972), бронзовые статуи философа Ибн Рушда, «Партизаны», (Национальный музей, Дамаск), «Единство», «Материнство».